# Jozef Karvaš
Jozef Karvaš (Hontvarsány, 1905. szeptember 12. – Besztercebánya, 1982. április 30.) szlovák tanár, helytörténeti kutató, muzeológus, levéltáros.

## Élete
Szülei Karvaš Viktor és Gregor Mária voltak. Testvére volt Imrich Karvaš bankár. A szakolcai gimnáziumban tanult, majd tanulmányait 1924-1928 között a pozsonyi Comenius Egyetemen, 1928-1929-ben a prágai Károly Egyetemen folytatta. 1940-ben kisdoktori fokozatot szerzett.
1925-1935 között az AC Nitra labdarúgója. 1929-1939 között a Nyitrai Kereskedelmi Akadémia tanára, 1939-1945 között igazgatója. 1945-1959 között a besztercebányai Kereskedelmi Akadémia tanára, majd 1959-1970 között a besztercebányai kultúrház munkatársa.
Történelemmel és régészettel foglalkozott. A második világháború idején az egykori Nyitra Vármegyei Múzeum vezetője. Mivel a Szlovák Állam alatt aktívan részt vett a Hlinka Néppárt nyitrai szervezeti tevékenységében (kulturális referens), leváltották a rendszerrel való együttműködése miatt. 1947-1951 között a Besztercebányai Városi Könyvtár vezetője, városi levéltáros. Sportklubok tisztviselője és honismereti szakíró volt.
Fia Jozef Karvaš jazz zenész.

## Művei
- 1938 Nitra kolíska kresťanskej kultúry a dávnej slávy Slovenska. Bratislava. (tsz. Matej Miškóci)
- 1940 Cechový život na Slovensku a v Tekovsku. Banská Bystrica.
- 1952 Banská Bystrica a okolie. Bratislava.